# 京王サヤ912形貨車
京王サヤ912形貨車（けいおうサヤ912がたかしゃ）は、2016年（平成28年）に製造された京王電鉄の事業用貨車である。
京王電鉄では初の無蓋車である。

## 特徴
- 地下駅への電気設備の輸送に使用される無蓋貨車で、従来から使用されていたチキ290形が老朽化したため、新たに製造された[2]。
- 台枠は普通鋼製で， 床板は腐食への配慮からステンレス鋼板としている[2]。
- プラットホームにいる旅客が誤って乗車しないよう、側部に柵が設置されている[2]。
- 側部の柵は点検時・物品搬入時の時のために取り外しが可能な部分がある[2]。
- 側部の柵は視認性向上のため、黄色に塗装されている[2]。

## 運用
- デヤ901・902およびクヤ911と連結して使用される。

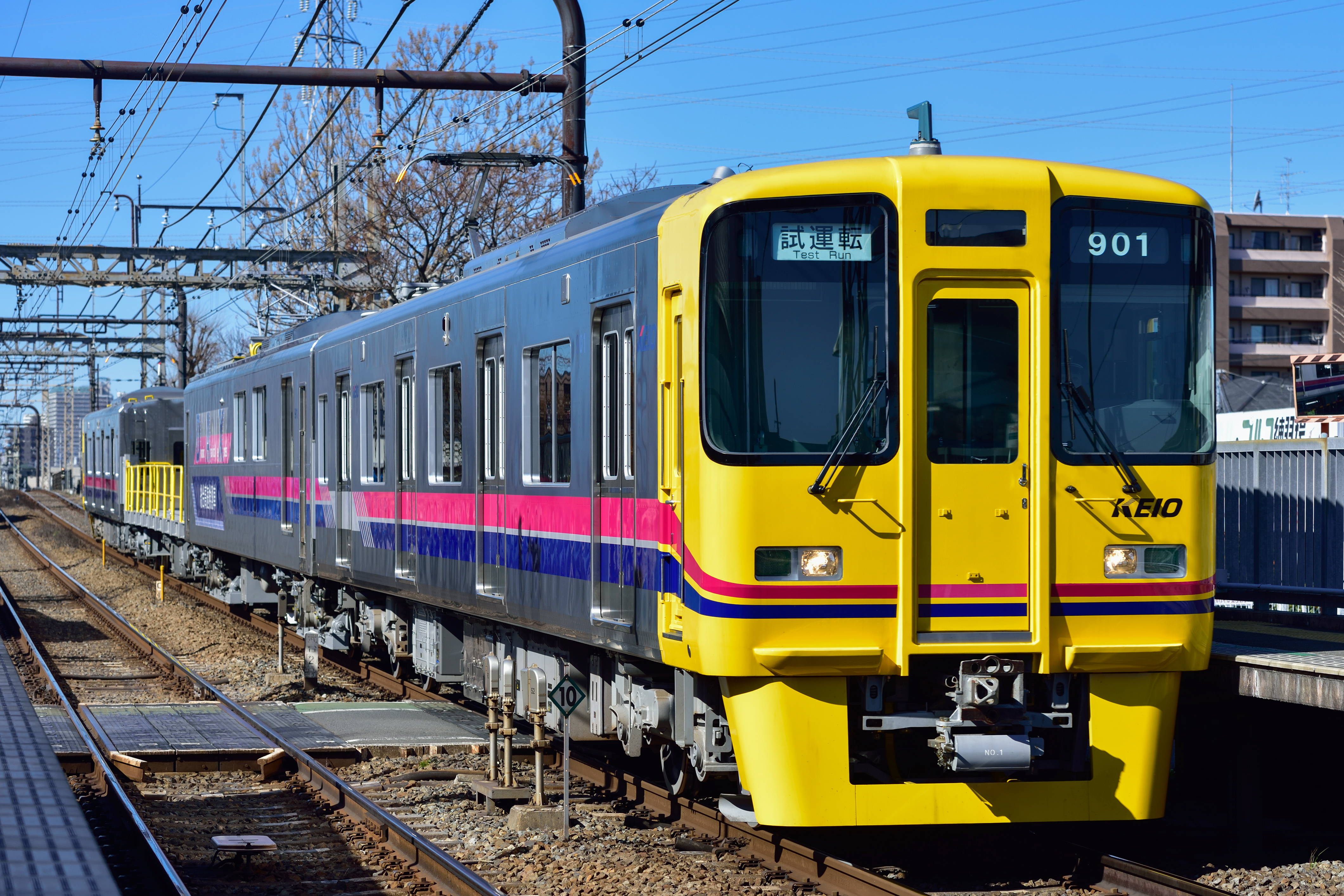
武蔵野台駅に進入する検測車。前から3両目がサヤ912。